# Vaclav Havelgebouw
Het Vaclav Havelgebouw is een gebouw van het Europees Parlement in het Franse Straatsburg in de wijk Wacken buiten het historische centrum. Het gebouw werd ingehuldigd op 5 juli 2017. Het gebouw werd vernoemd naar Tsjechisch politicus Vaclav Havel. Voor het gebouw staat een buste van Havel. Het Havelgebouw sluit aan op het Pierre Pflimlingebouw.  Ook de Europese Ombudsman houdt kantoor in het gebouw.